# Ludwig Müller (Maler)

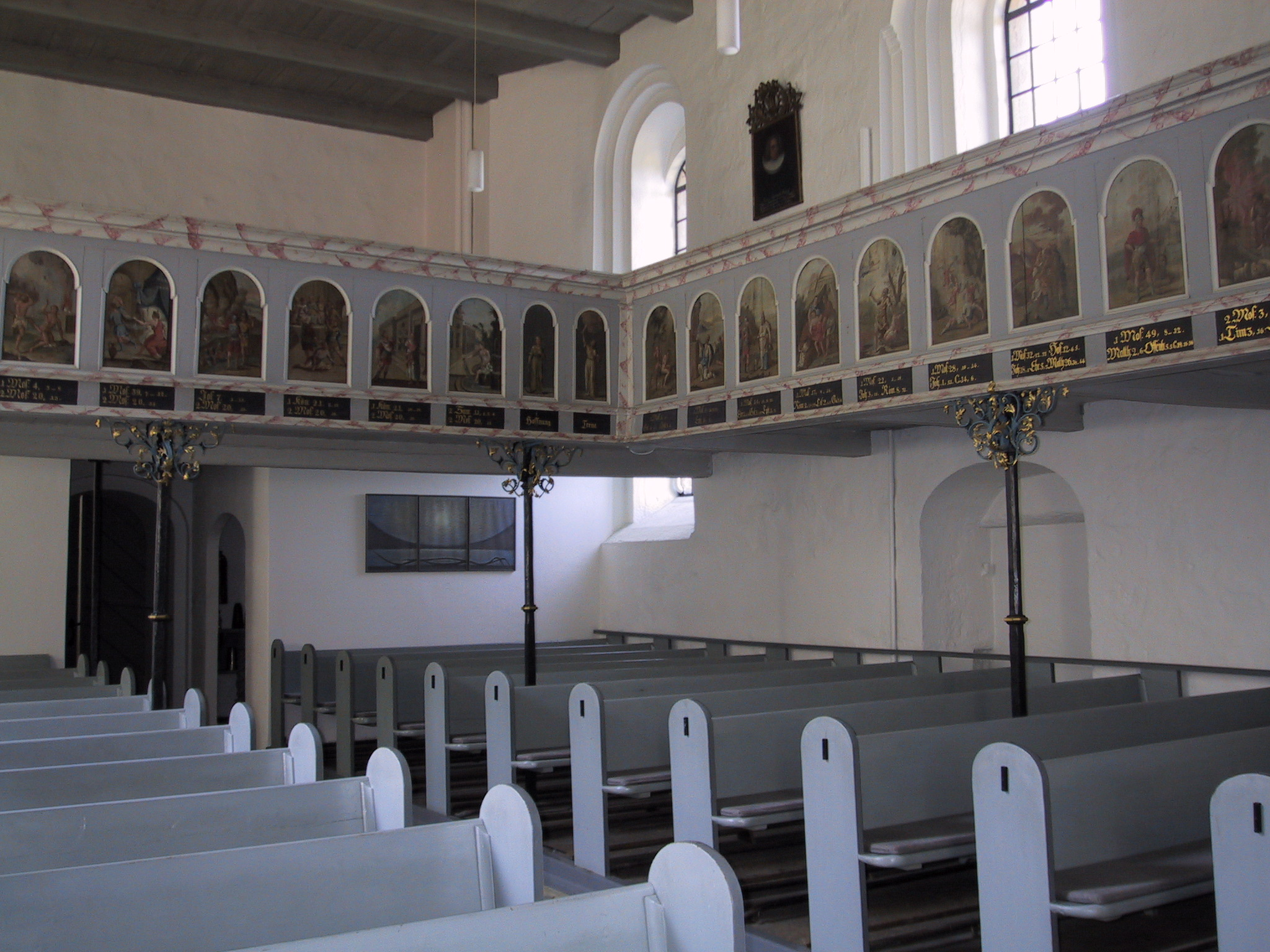
Ein Teil der Bilderbibel in der St. Marienkirche in Grundhof

Ludwig Müller (* 1729 im Kurfürstentum Hannover; † 1818 in Itzehoe) war ein deutscher Maler und Vergolder.

## Leben

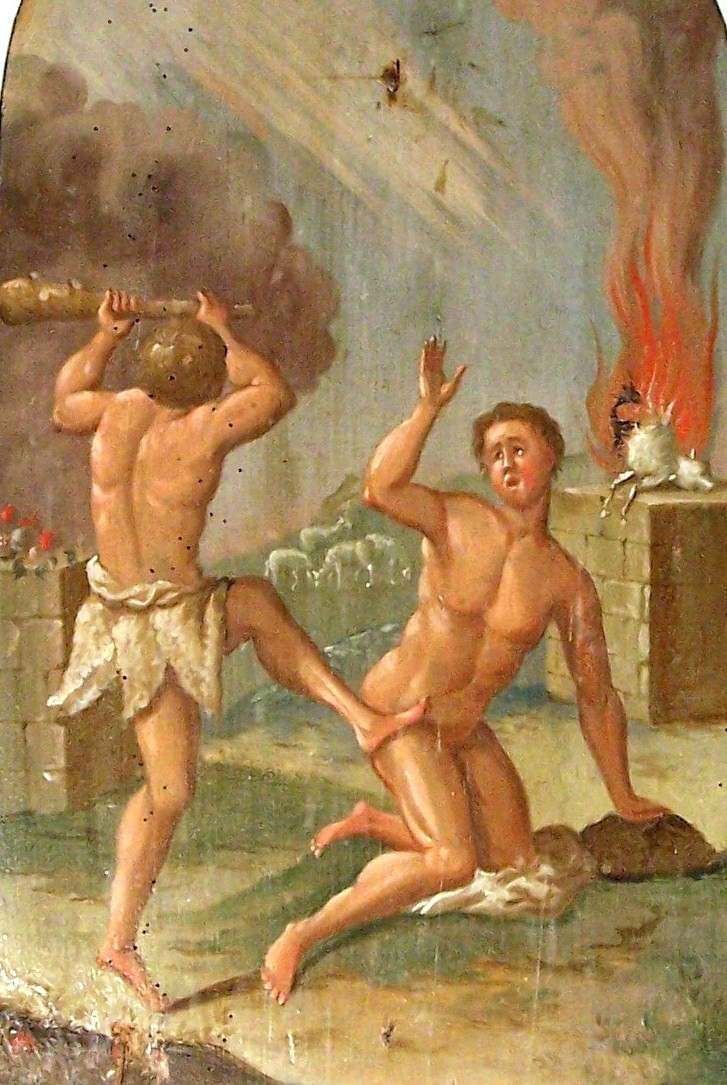
Kain und Abel. Marienkirche Grundhof, 1762

Über die Jugend- und Lehrjahre Müllers ist nichts bekannt, da aber bereits 1760 urkundlich belegt ist, dass er sich in Itzehoe ein Haus kaufen konnte, ist davon auszugehen, dass er von seinem Kunsthandwerk gut leben konnte. In Itzehoe sind mehrere Vergoldungsarbeiten von Orgeln durch Ludwig Müller belegt. Er gestaltete das Neukirchener Altarbild und führte außer Aufträgen in Kirchen und Kapellen auch Arbeiten in Herren- und Privathäusern aus.
1760 kommt es zur Zusammenarbeit mit dem Orgelbaumeister Johann Daniel Busch (Sohn des Johann Dietrich Busch). Gemeinsam arbeiten sie auch in der St. Marienkirche in Grundhof in Angeln, um die Orgel neu einzurichten und den Kirchenraum neu zu gestalten. Müller vergoldet hier den Orgelprospekt und bemalt die drei großen Emporen der Kirche mit 65 Bildtafeln, die in Aufbau und Form an die mittelalterlichen Armenbibeln erinnern. Die Arbeiten werden 1762 abgeschlossen.

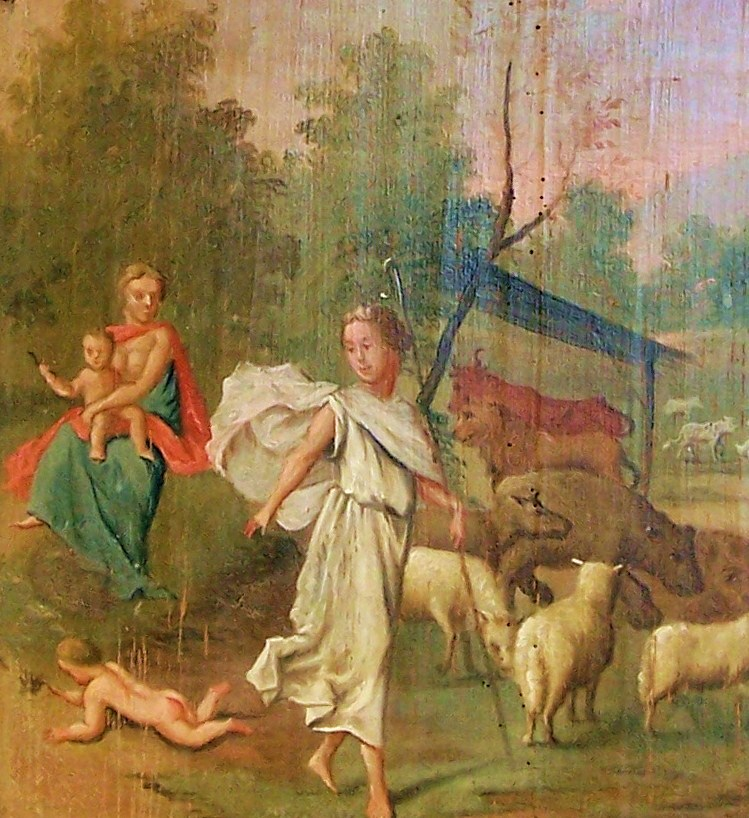
Wölfe bei den Lämmern. Marienkirche Grundhof, 1762

Ludwig Müller verwendet, wie damals durchaus üblich, Vorlagen und Muster für seine Bilddarstellungen. Vorlagen- und Musterbücher wurden seit Johannes Gutenberg von Verlegern für Maler und Kunsthandwerker herausgegeben und verkauft. Der Bilderbibel in der St. Marienkirche in Grundhof liegen teilweise Stiche der Merianbibel und der Scheuchzerbibel zugrunde. Die Benutzung der Merianbibel und Scheuchzerbibel als Malvorlage lässt sich nicht beweisen. Sehr wahrscheinlich hat Ludwig Müller als Vorlage bei der Grundhofer Bilderbibel die „Biblia ectypa“ von Christoph Weigel, Augsburg 1695, benutzt. Bei mindestens 10 Bildern sind auch die Details identisch. Vermutet wurde, dass er auch Bilder der Paneelstube des Rohlfschen Hofes malte.
Da er in der Regel seine Bilder nicht unterzeichnete, gelangte er nur im Raum Itzehoe zu einem größeren Bekanntheitsgrad.
1765 heiratet er in Kiel Maria Oppel, Tochter eines Schneidermeisters. Es werden neun Kinder geboren, drei Mädchen und sechs Jungen. Eine Tochter heiratet, die anderen Kinder bleiben ledig oder sterben vor den Eltern.
Ludwig Müller ersteht insgesamt mehrere Häuser in Itzehoe, 1777 wird er Mitglied der „Lesegesellschaft“, eines erlesenen Kreises um den Schriftsteller Johann Gottwerth Müller, genannt Müller von Itzehoe, der nicht mit ihm verwandt ist.
1811 stirbt seine Frau, Ende 1818 Ludwig Müller selbst. Sein Tod wird durch einen ungewöhnlich langen Kirchenbucheintrag und eine damals noch unübliche Todesanzeige in der Zeitung gewürdigt.